# كريستينا أريكسون
كريستينا أريكسون (بالسويدية: Charlotta Eriksson)‏ هي مترجمة وممثلة سويدية، ولدت في 11 فبراير 1794 في السويد، وتوفيت في 21 أبريل 1862 في دوسلدورف في ألمانيا.